# Georges Wambst
Georges Eugène Wambst (ur. 21 lipca 1902 w Lunéville, zm. 1 sierpnia 1988 w Antibes) – francuski kolarz szosowy i torowy, złoty medalista olimpijski.

## Kariera
Największy sukces w karierze Georges Wambst osiągnął w 1924 roku, kiedy wspólnie z Armandem Blanchonnetem i René Hamelem zdobył złoty medal w drużynowej jeździe na czas podczas igrzysk olimpijskich w Paryżu. Był to jedyny medal wywalczony przez Wambsta na międzynarodowej imprezie tej rangi. Na tych samych igrzyskach rywalizację indywidualną zakończył na ósmej pozycji. Podczas rozgrywanych rok wcześniej szosowych mistrzostw świata w Zurychu Francuz zajął ósme miejsce w wyścigu ze startu wspólnego amatorów. Ponadto zwyciężył w wyścigach Paryż-Reims w 1925 roku i Critérium des As w 1929 roku. Na krajowych mistrzostwach w kolarstwie szosowym wywalczył tylko jeden medal - brązowy w wyścigu ze startu wspólnego w 1924 roku. Kilkakrotnie za to zdobywał medale torowych mistrzostw Francji, w tym złoty w wyścigu ze startu zatrzymanego zawodowców w 1940 roku. Kilkakrotnie zwyciężał w zawodach cyklu Six Days, między innymi w Paryżu (1926 i 1928), Berlinie (1926) i Breslau (1927). Nigdy jednak nie zdobył medalu na torowych ani szosowych mistrzostwach świata.
Jego bracia: Auguste i Fernand również byli kolarzami.